# Rugila
Rugila (? - 434), là một lãnh chúa vốn là một nhân tố chính trong chiến thắng đầu tiên của người Hung trước Đế quốc La Mã. Ông còn đóng vai trò như là một tiền thân quan trọng để cho Attila gầy dựng cơ nghiệp vào thế kỷ 5.

## Tiểu sử
Ban đầu Rugila cai trị cùng với anh trai của mình là Octar (Optar) đã mất vào khoảng năm 430 trong một chiến dịch quân sự chống lại người Bourgogne. Năm 432, Rugila được nhắc đến như là người cai trị duy nhất của người Hung. Vào thời điểm đó, Aëtius đã mất hết mọi chức vụ và tài sản đành trốn đến chỗ người Hung ẩn náu. Với sự giúp đỡ của họ mà ông lại được triều đình phục chức một lần nữa. Ít lâu sau, khi một số bộ tộc trước đây bị người Hung khuất phục đã chạy trốn đến lãnh thổ Đông La Mã, Rugila yêu cầu họ đầu hàng thông qua viên công sứ Esla của mình và đe dọa chiến tranh nếu họ từ chối.
Tiếp đó ông mang quân xâm lược xứ Thracia vào khoảng năm 421-422 và 434. Nhân dịp đầu tiên ông đã buộc Constantinopolis đổi lấy sự rút quân của mình bằng cách hứa hẹn một khoản tiền chuộc hàng năm là 350 pound vàng cho mười lăm năm tiếp theo. Năm 434 Rugila dự định lên kế hoạch viễn chinh Balkan nhân cơ hội một lượng lớn quân đội La Mã đã rút khỏi vùng này để bảo vệ Carthage trước sự xâm lấn của người Vandal, nhưng cái chết sớm của ông kết thúc cuộc phiêu lưu đó.
Cái chết của Rugila là do bị "sét đánh" và đám tàn quân Hung theo như báo cáo đã phải bỏ mạng do mắc chứng dịch hạch. Sau khi ông chết, Attila và Bleda, con trai của người anh trai Mundzuk (Mundiuch), đã trở thành người đồng cai trị các bộ lạc Hung thống nhất.

## Tên gọi
- Tiếng Hy Lạp gọi là Rougas[6] (Ρούγας) và Roilas[6] (΄Ρωίλας). Cách viết phổ biến khác bao gồm Rua và Ruga.[7]